# Cornelius-Preis
Der Cornelius-Preis war ein Kunstpreis für bildende Kunst. Die Stadt Düsseldorf stiftete ihn 1936, benannte ihn nach Peter von Cornelius, den ersten Direktor der 1819 wiedergegründeten Kunstakademie Düsseldorf, und verlieh ihn jährlich zum Todestag des Aktivisten Albert Leo Schlageter (26. Mai 1923). Als bedeutendes Instrument der städtischen Kulturpolitik wurde der Preis nach der Zeit des Nationalsozialismus wieder aufgegriffen und von 1948 bis 1967 jeweils zum Tag der Stadtgründung (14. August 1288) an Maler und Bildhauer verliehen.

## Geschichte
Der Cornelius-Preis der Stadt Düsseldorf wurde 1936 zur „Förderung der ‚zeitgemäßen‘ Kunst“ gestiftet. Zusammenhänge mit der Geschichte der Weimarer Republik und mit der Kulturpolitik des Nationalsozialismus sowie zum sogenannten „Schlageter-Kult“ bestehen darin, dass der Preis jährlich zum Todestag des in Düsseldorf füsilierten „Ruhrkampf“-Aktivisten Schlageter verliehen wurde. Durch die Planung und Errichtung des Schlageter-Nationaldenkmals hatte sich Düsseldorf seit 1926 als ein Hauptort dieses Kults profiliert. 
Im Jahr 1947 wurde der Preis, der neben dem Immermann-Preis und dem Robert-Schumann-Preis als ein zentrales Instrument der städtischen Kulturförderung fungierte, durch jährliche Ausschreibung wiederbelebt und von 1948 bis 1967 erneut verliehen. In eine Jury wurden Vertreter wichtiger, mit bildender Kunst befasster Institutionen aus der Stadt Düsseldorf berufen. 1952 gehörten ihr etwa Werner Doede, der Leiter der Städtischen Kunstsammlungen, Hildebrand Gurlitt, der Leiter des Kunstvereins für die Rheinlande und Westfalen, Friedrich Tamms, Vertreter der Düsseldorfer Stadtverwaltung, sowie Zoltan Székessy, Professor für Bildhauerei an der Düsseldorfer Akademie, an. Ab 1954 wurde der Preis, der mit 5000 DM an Maler und an Bildhauer ging, noch durch einen Förderpreis für jüngere bzw. weniger etablierte Künstler in Höhe von 2000 DM ergänzt.

## Preisträger (Auswahl)
- 1936: Julius Bretz (Maler), Hans Breker (Bildhauer)
- 1937: Kurt Zimmermann (Bildhauer), Robert Ittermann (Bildhauer)
- 1938: Carl Josef Barth (Maler), Zoltan Székessy (Bildhauer), Ivo Beucker (Bildhauer)
- 1939: Robert Pudlich (Maler), Hermann Blumenthal (Bildhauer)
- 1940: Carl Weisgerber (Maler)
- 1941: Richard Gessner (Maler), Maria Fuss (Bildhauerin)
- 1942: Albert Henrich (Maler), Carl Vilz (Bildhauer)
- 1944: Helmuth Liesegang (Maler)
- 1948: Hubert Berke (Maler), Artur Erdle (Maler), Jupp Rübsam (Bildhauer), Rolf Agricola (Bildhauer)
- 1950: Artur Buschmann (Maler), Bruno Goller (Maler), Marga Groove (Bildhauerin), Ludwig Gabriel Schrieber (Bildhauer)
- 1952: Peter Janssen (Maler), Oswald Petersen (Maler), Kurt Schwippert (Bildhauer), Karl Ehlers (Bildhauer)
- 1953: Hermann Teuber (Maler), Friedrich Schiemann (Maler), Gerhart Schreiter (Bildhauer), Fritz Peretti (Bildhauer)
- 1954: Ernst Schumacher (Maler), Friedrich Vordemberge (Maler), Karl Hartung (Bildhauer), Gerhard Hoehme (Maler, Förderpreis), Hans Wolfgang Schulz (Maler, Förderpreis), Karlheinz Goedtke (Bildhauer, Förderpreis)
- 1955: Karl Schmidt-Rottluff (Maler), Emy Roeder (Bildhauerin), Peter Brüning (Maler, Förderpreis), Dieter Kerchner (Bildhauer, Förderpreis)
- 1956:  Fritz Winter (Maler), Philipp Harth (Bildhauer), Dietmar Lemcke (Maler, Förderpreis), Marianne Jovy-Nakatenus (Bildhauerin, Förderpreis)
- 1957: Werner Gilles (Maler), Gustav Seitz (Bildhauer), Gerhard Wind (Maler, Förderpreis)
- 1958: Julius Bissier (Maler), Toni Stadler junior (Bildhauer), Rolf Sackenheim (Maler, Förderpreis)
- 1959: Otto Dix (Maler), Ludwig Gies (Bildhauer), Friederich Werthmann (Bildhauer, Förderpreis)
- 1960: Günter Grote (Maler), Hans Uhlmann (Bildhauer), Diether Ritzert (Maler, Förderpreis)
- 1962: HAP Grieshaber (Maler), Jochen Hiltmann (Bildhauer, Förderpreis)
- 1965: Rolf Nesch (Maler), Karl Bobek (Bildhauer), Bert Gerresheim (Bildhauer, Förderpreis)
- 1967: Otto Coester (Maler), Günter Haese (Bildhauer), Hans Günther Cremers (Maler, Förderpreis), Friedrich Gräsel (Bildhauer, Förderpreis)